# Alexis de Tocqueville

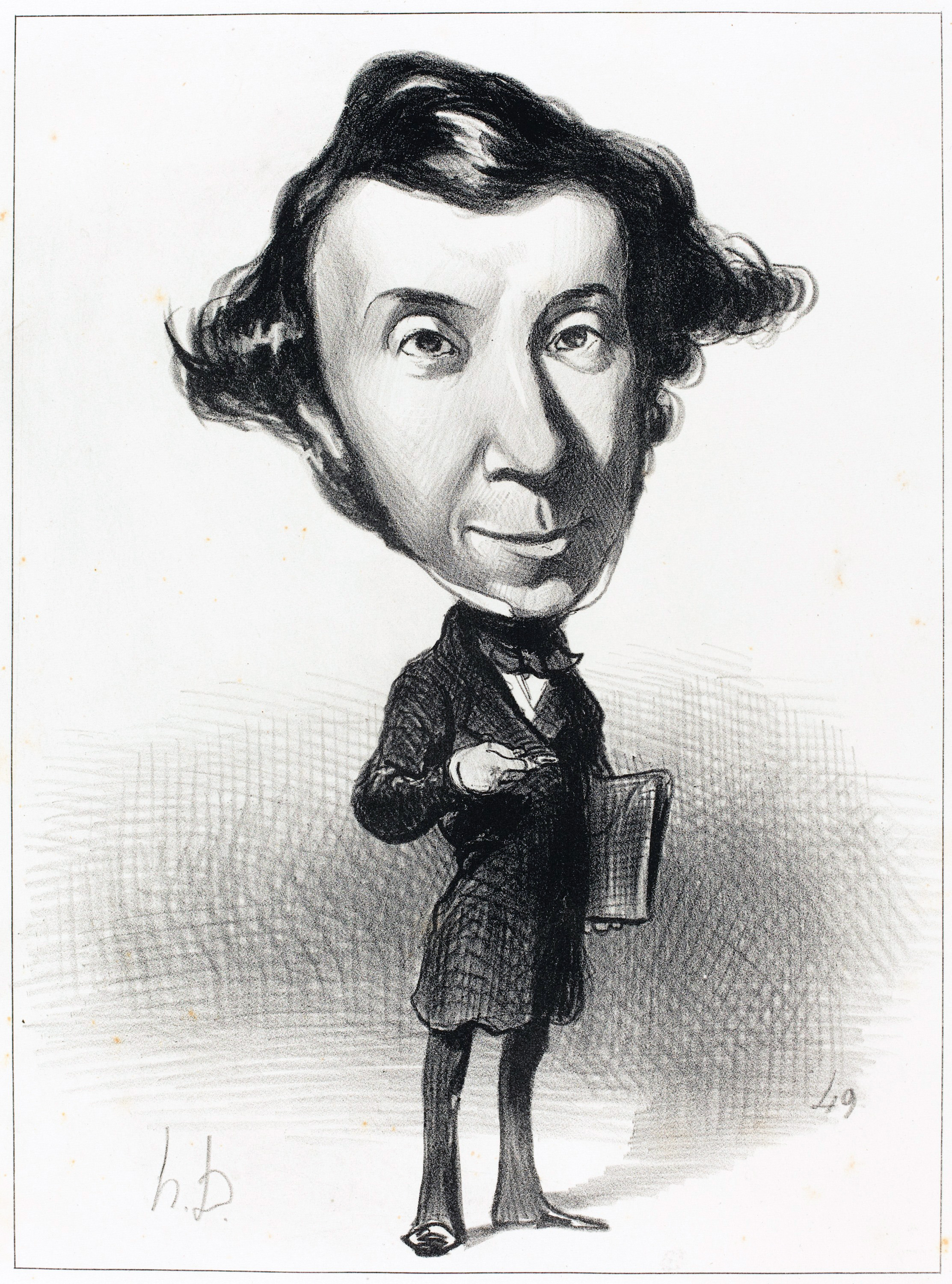
Karikatúra, Honoré Daumier, 1849.

Alexis Charles-Henri Clérel de Tocqueville (Verneuil-sur-Seine, Île-de-France, Franciaország, 1805. július 29. – Cannes, 1859. április 16.) francia politikai gondolkodó, történész, a szabadság és a demokrácia eszméinek tudós szószólója.

## Élete
Leghíresebb művei Az amerikai demokrácia (De la Démocratie en Amérique, 1835, 1840 I. ill. II. kötet), valamint A régi rend és a forradalom (L'Ancien Régime et la Révolution, 1856). Sokat idézett megállapítása szerint a világ könnyebben elfogad egy kézenfekvő hazugságot, mint a bonyolult és nehezen megismerhető igazságot.
Verneuil-sur-Seine-ben, Franciaország Île-de-France régiójában született egy normandiai eredetű nemesi családban. Cannes-ben halt meg. Fő művét amerikai utazásai hatására írta, és a mai napig alapmű a 19. századi amerikai történelem és társadalom tanulmányozásában – napjainkban is.
Liberális gondolkodóként tanulmányozta a kormányzat működését, a hatalom, a társadalom és az egyén viszonyát. A kormányzat tevékenységi körének korlátozása mellett érvelt, a konzervativizmus hívei gyakran idézik véleményét, miszerint a szegények gyámolítása nem az állam feladata, hanem a társadalom – felelős magánszemélyek által koordinált – kötelessége.
Tocqueville a demokrácia jelentős tanulmányozója és filozófusa. Montesquieu követőjeként bírálja Rousseau-t. Véleménye szerint a demokrácia szabadság és egyenlőség közi egyensúlyt képvisel, megszabva az egyén és közösség egymáshoz való viszonyát, jogait és kötelességeit. Úgy vélte, hogy a társadalmi egyenlőség végletekig menő megvalósítása az egyén elszigetelődéséhez, ezáltal a kormányzat befolyásának növekedéséhez és végső soron a szabadság korlátozásához vezet.

„Ahol az állam erős, ott a társadalom gyenge, és ahol a társadalom gyenge, a demokrácia még nem eresztett mélyen gyökeret.”

–  Alexis de Tocqueville

Fontosnak tartotta az egyének, polgárok önszerveződését, ebben az értelemben a polgári társadalom bajnoka. Szükségesnek tartotta – illetve megjövendölte – a demokrácia kiterjesztését a társadalom minden tagjára nemi és faji megkülönböztetés nélkül.

## Érdekesség
Magyarországon nagy feltűnést keltett A demokrácia Amerikában c. műve, nagyon korán lefordították és kiadták (1841-43).

## Művei
- Du système pénitentiaire aux États-Unis et de son application en France (1833)
- De la démocratie en Amerique (1835/1840) Magyarul:
  - Tocqueville Elek: A democratia Amerikában (Egyetemi Nyomda, Buda, 1843)
  - A demokrácia Amerikában (Gondolat, 1983) Részletek. ISBN 963-281-326-x
  - Az amerikai demokrácia (Európa, 1993) Teljes mű François Furet tanulmányával. ISBN 963-07-5530-0
- L'Ancien Régime et la Révolution (1856) Magyarul: A régi rend és a forradalom (Atlantisz Könyvkiadó, 1994),  ISBN 963-7978-48-8
- Recollections (1893)
- Journey to America (1831–1832)

## Magyarul
- Tocqueville Elekː A' democratia Amerikában, 1-2.; ford. Fábián Gábor; Egyetemi Ny., Buda 1841–1843
- A demokrácia Amerikában. Válogatás; vál., utószó Kulcsár Kálmán, ford. Frémer Jusztina et al.; Gondolat, Budapest, 1983 (Politikai gondolkodók)
- Az amerikai demokrácia; tan. François Furet, ford. Ádám Péter et al., név- és tárgymutató Dombi Gábor; Európa, Budapest, 1993
- A régi rend és a forradalom (ford., előszó, jegyz., bibliográfia Hahner Péter), Atlantisz Könyvkiadó, Budapest, 1994 (Circus Maximus), ISBN 9637978488
- Emlékképek 1848-ról; bev. John Lukacs, ford., jegyz., névmutató Ádám Péter; Európa, Budapest, 2011
- A demokratikus despotizmus. Szemelvények Az amerikai demokráciából és Tocqueville leveleiből; vál., ford., előszó, jegyz. Ádám Péter; Qadmon, Budapest, 2020